# Toomas Vavilov

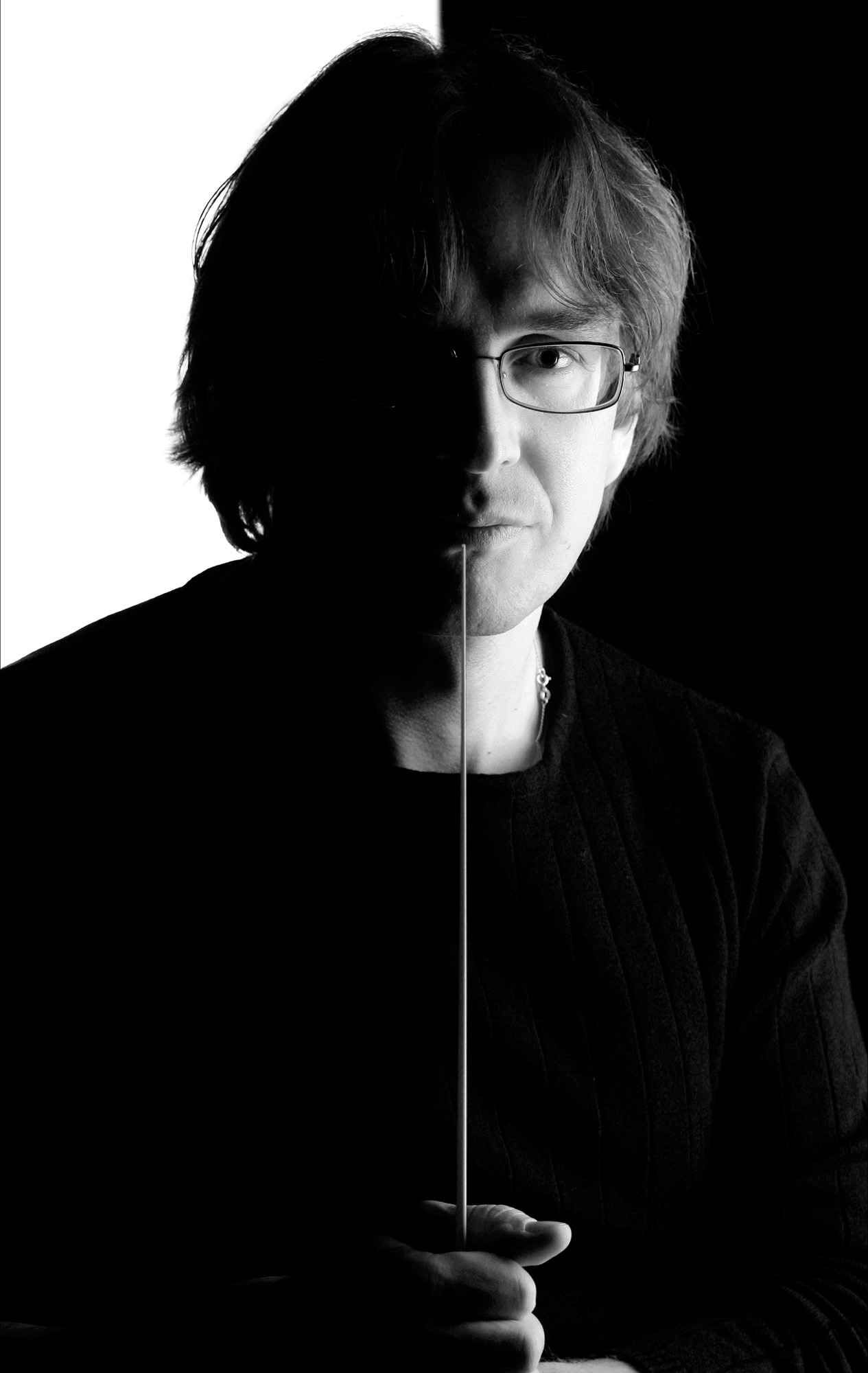
Toomas Vavilov (2016)

Toomas Vavilov (* 15. Juli 1969 in Tallinn) ist ein estnischer Dirigent und Klarinettist.

## Leben und Musik
Toomas Vavilov schloss 1992 sein Studium im Fach Klarinette am Tallinner Konservatorium bei Hannes Altrov ab. Von 1996 bis 1998 studierte Vavilov bei Jüri Alperten Dirigieren an der Estnischen Musikakademie. Daneben bildete er sich bei Roman Matsov in Estland und bei Karl Leister in Berlin fort.
Bis 2006 spielte Vavilov im Staatlichen Symphonieorchester Estlands (estnisch Eesti Riiklik Sümfooniaorkester). Von 2004 bis 2006 war er zweiter Dirigent des Orchesters. Von 2006 bis 2008 war Toomas Vavilov Chefdirigent und musikalischer Leiter des Theaters Vanemuine in der zweitgrößten estnischen Stadt Tartu.